# تخميد طويل الأمد
في الفسيولوجيا العصبية، يُعرف التخميد طويل الأمد بأنه انخفاض معتمد على النشاط في فعالية المشابك العصبية، يستمر لساعات أو أكثر بعد التنبيه طويل النمط. يحدث التخميد طويل الأمد في العديد من مناطق الجهاز العصبي المركزي بآليات مختلفة اعتمادًا على منطقة الدماغ والمسار النمائي.
يعد العملية المعاكسة للتأييد طويل الأمد، فهو أحد العمليات التي تضعف المشابك العصبية بشكل انتقائي من أجل الاستفادة البناءة من التقوية المشبكية الناتجة عن التأييد طويل الأمد. هذا ضروري لأنه، إذا استمرت القوة بالزيادة، ستصل المشابك العصبية في النهاية إلى أعلى مستوى من الكفاءة، ما سيمنع ترميز المعلومات الجديدة. يعتبر كل من التخميد طويل الأمد والتأييد طويل الأمد من أشكال اللدونة المشبكية.

## التوصيف
لوحظ التخميد طويل الأمد في الحُصين والمخيخ بشكل بارز، ولكن، توجد مناطق دماغية أخرى دُرست فيها آلياته. لوحظ التخميد طويل الأمد أيضًا في أنواع مختلفة من العصبونات (الخلايا العصبية) التي تحرر نواقل عصبية مختلفة، ومع ذلك، كان الناقل العصبي الأكثر شيوعًا في التخميد طويل الأمد هو إل-غلوتامات (الغلوتامات الميسر). يعمل إل-غلوتامات على مستقبلات ن-مثيل-د-أسبارتات (مستقبلات إن إم دي إيه) ومستقبلات ألفا-أمينو-3-هيدروكسي-5-مثيل إيزوكسازول-4-بروبيونيك أسيد (مستقبلات إيه إم بّي إيه) ومستقبلات الكاينايت (مستقبلات كاي إيه) ومستقبلات الغلوتامات الأيضية (مستقبلات إم جي إل يو) أثناء التخميد طويل الأمد. قد ينتج عن التحفيز المشبكي القوي (كما يحدث في خلايا بركنجي المخيخية) أو التحفيز المشبكي الضعيف المستمر (كما في الحُصين). التأييد طويل الأمد هو العملية المعاكسة للتخميد طويل الأمد؛ فهو زيادة طويلة الأمد في القوة المشبكية. معًا، يعد التخميد طويل الأمد والتأييد طويل الأمد من العوامل التي تؤثر على اللدونة العصبية المشبكية. يُعتقد أن التخميد طويل الأمد ناتج بشكل أساسي عن انخفاض كثافة المستقبلات بعد المشبكية، رغم ذلك، قد يلعب انخفاض تحرر الناقل العصبي قبل المشبكي أيضًا دورًا فيه. افتُرض أن التخميد طويل الأمد في المخيخ ضروري للتعلم الحركي. مع ذلك، يُحتمل أن تلعب آليات اللدونة الأخرى دورًا أيضًا. قد يكون التخميد طويل الأمد في الحصين ضروريًا لإزالة آثار الذاكرة القديمة. يمكن أن يعتمد التخميد طويل الأمد الحصيني/القشري على مستقبلات إن إم دي إيه أو مستقبلات الغلوتامات الأيضية أو الإندوكانابينويد. تنتج الآلية الجزيئية الأساسية للتخميد طويل الأمد في المخيخ فسفرة مستقبلات الغلوتامات إيه إم بّي إيه وإزالتها من سطح تشابكات الخلايا الحبيبية-خلايا بركنجي.

## الاستتباب العصبي
يجب أن تحافظ العصبونات على نطاق متغير من النتاج العصبي. إذا تم تعزيز المشابك عبر الارتجاع الإيجابي فقط، ستصل في النهاية إلى نقطة الخمول التام أو النشاط المفرط. لتجنب حدوث خمول في العصبونات، يوجد نمطان من اللدونة التنظيمية التي تؤمن الارتجاع السلبي: مرونة اللدونة (الميتابلاستيكية) المشبكية والتحجيم المشبكي. تُعرف الميتابلاستيكية بأنها تغير في القدرة على إثارة اللدونة المشبكية اللاحقة، بما في ذلك التخميد طويل الأمد والتأييد طويل الأمد. يقترح نموذج بينينستوك وكوبر ومونرو (نموذج بي سي إم) وجود عتبة معينة، بحيث إذا كان مستوى الاستجابة ما بعد المشبكية دونها، يؤدي إلى التخميد طويل الأمد، وإذا تجاوزها، يؤدي إلى التأييد طويل الأمد. تقترح نظرية بي سي إم أيضًا أن مستوى هذه العتبة يعتمد على متوسط درجة النشاط ما بعد المشبكي. وُجد أن التحجيم يحدث عندما يتم تكبير أو خفض شدة جميع المدخلات المثيرة للعصبونات. يتزامن كل من التخميد طويل الأمد والتأييد طويل الأمد مع الميتابلاستيكية والتحجيم المشبكي للحفاظ على وظيفة الشبكة العصبية.

## الأشكال العامة للتخميد طويل الأمد
يمكن وصف التخميد طويل الأمد إما باللدونة المشبكية المتماثلة أو اللدونة المشبكية المتغايرة. تقتصر اللدونة المشبكية المتماثلة على المشبك الواحد الذي تثيره منبهات منخفضة التواتر. بمعنى آخر، يعتمد هذا الشكل من التخميد طويل الأمد على النشاط، لأن الأحداث التي تضعف المشبك تؤثر في نفس المشبك الذي يتم تنشيطه. تعتبر اللدونة المشبكية المتماثلة أيضًا ارتباطية، فهي تربط تنشيط العصبونات بعد المشبكية بتحرر النواقل العصبية من العصبونات قبل المشبكية. على النقيض من ذلك، تحدث اللدونة المشبكية المتغايرة في المشابك العصبية غير المُثارة أو غير النشطة. لا يرتبط إضعاف المشبك بنشاط العصبونات قبل المشبكية أو بعد المشبكية نتيجة تحرر النواقل عبر عصبون بيني معدل مميز. بذلك، يؤثر هذا النمط من التخميد طويل الأمد على المشابك العصبية المجاورة لتلك التي تستقبل جهد الفعل.